# Nová Bašta
Nová Bašta és un poble i municipi d'Eslovàquia. Es troba a la regió de Banská Bystrica.

## Història
La primera menció escrita de la vila es remunta al 1267.

## Demografia
| Godina             | 1994 | 2004    | 2014   | 2024   |
| ------------------ | ---- | ------- | ------ | ------ |
| Nombre de persones | 607  | 529     | 505    | 498    |
| Diferència         |      | −12,85% | −4,53% | −1,38% |

| Godina             | 2023 | 2024   |
| ------------------ | ---- | ------ |
| Nombre de persones | 500  | 498    |
| Diferència         |      | −0,40% |